# Ezio Cardaioli
Ezio Cardaioli (Chiusi, 20 maggio 1935 – Siena, 1º dicembre 2023) è stato un allenatore di pallacanestro italiano.

## Biografia
Nato a Chiusi, si trasferisce fin da bambino con la famiglia a Siena. Si appassiona al basket all'età di 15 anni, nella squadra del Costone. Approda nella Juniores della Mens Sana facendo comparsate in prima squadra, che a quei tempi militava in serie C.
Iscritto all'ISEF di Roma (Accademia) si diploma e comincia all'età di 22 anni a insegnare a Poggibonsi. Continua a giocare e ad allenare la Mens Sana e a dai 25 ai 27 anni passa alla Virtus, altra squadra senese.
Traghetta quindi la Mens Sana dalla serie C alla B (oggi Legadue) nel 1967 e dalla B alla A nel 1973, portando il club nella massima serie per la prima volta nella sua storia. Resta sulla panchina menssanina per altri quattro anni e mezzo, prima di essere esonerato il 26 dicembre 1977 con la squadra al 2º posto in A2. Siede poi per un biennio sulla panchina della Libertas Forlì, dove ottiene la promozione in serie A al termine del primo anno. Ritorna alla Mens Sana per una stagione prima di guidare la Libertas Livorno ed ottenere, sempre al primo anno, la promozione in serie A. Vive quindi una seconda esperienza alla Libertas Forlì ed un nuovo ritorno alla Mens Sana, durato fino al novembre 1989 quando si trasferisce a Rimini (dove avvia al basket Carlton Myers) a stagione iniziata in sostituzione di John McMillen. Dopo un'annata in B2 alla AMG Sebastiani Rieti, ha la sua ultima esperienza da professionista a Lucca nel campionato 1991-92.
Gli sono stati riconosciuti la Targa d'Argento del Concistoro del Monte del Mangia nel 1975 e il Premio Città di Siena nel 1994.

## Palmarès
- Serie B: 1

Mens Sana Siena: 1972-73
- Serie C: 1

Mens Sana Siena: 1966-67